# Ингибин В
Ингибин Б — белковая молекула, гормон. Вырабатывается в фолликулах яичников у женщин и клетками Сертоли у мужчин. Является маркером фолликулярного резерва у женщин и сперматогенеза у мужчин.

## Функция
Основной функцией является помощь фолликуло-стимулирующему гормону (ФСГ) в синхронизации работы гипоталамо-гипофизарно-гонадной оси. У женщин анализ на ингибин Б — является дополняющим к анализу на ФСГ и позволяет определить насколько эффективен тип стимуляции ФСГ для роста готовых к зачатию фолликулов.
Анализ на ингибин В используются в диагностике нарушений репродуктивной функции. При снижении функции яичников уровень ингибина В снижается. Рост фолликуло-стимулирующего гормона в поздние годы репродуктивного периода, может быть следствием уменьшения секреции ингибина, связанного со снижением количества овариальных фолликулов. При менопаузе ингибин Б может давать очень слабые значения или не определятся. Концентрация ингибина Б повышена при гранулезоклеточных опухолях яичников.
Кроме ингибина Б, различают также ингибин А. Отличается от гормона ингибина Б тем, что ингибин А подавляет и корректирует ФСГ в лютеиновой фазе, а ингибин В — в фолликулярной фазе.